# Vladimirovo, Dobrici
Vladimirovo (în bulgară Владимирово, în română Vladimirești) este un sat în comuna Dobricika, regiunea Dobrici, Dobrogea de Sud, Bulgaria. 
Între anii 1913-1940 a făcut parte din plasa Ezibei a județului Caliacra, România.

## Demografie
Componența etnică a satului Vladimirovo
     Bulgari (98,43%)
     Nicio identificare (1,56%)
     Altele (0%)
La recensământul din 2011, populația satului Vladimirovo era de 256 locuitori. Din punct de vedere etnic, majoritatea locuitorilor (98,43%) erau bulgari. Pentru 1,56% din locuitori nu este cunoscută apartenența etnică.